# 細鬚雅鯊
鬚狗鮫科（學名：Leptocharias）是板鰓亞綱真鯊目的其中一科，其下只有一屬一種，即細鬚雅鯊（Leptocharias smithii），该物种主要分布于东大西洋海域，栖息深度为10米至75米，已知最长的体长为82公分。